# Circoscrizione Territori d'oltremare francesi
La circoscrizione Territori francesi d'oltremare (in francese Circonscription Outre-Mer) fu un collegio elettorale francese che esprimeva tre eletti al parlamento europeo.
Costituita nel 2004, era estesa su tutta la Francia d'oltremare e la rappresentanza era di un eurodeputato ogni circa 820000 abitanti.
Fu soppressa prima delle elezioni europee del 2019 nel quadro dell'accorpamento in Francia di tutti i collegi in un'unica circoscrizione elettorale nonostante le critiche da parte degli abitanti dei territori d'oltremare i quali paventarono il venir meno della rappresentatività delle regioni più lontane dalla Francia metropolitana.

## Ripartizioni della circoscrizione Territori d'oltremare francesi
Nelle elezioni europee del 2009 la circoscrizione è stata divisa in tre sezioni.
- sezione Atlantico: Guadalupa, Guyana francese, Martinica, Saint-Barthélemy, Saint-Martin, Saint-Pierre e Miquelon
- sezione Oceano Indiano: Mayotte, La Riunione
- sezione Pacifico: Nuova Caledonia, Polinesia francese, Wallis e Futuna

## Eurodeputati eletti
| Elezione     |  | 2004 (6° Parlamento)   |  | 2009 (7° Parlamento)                   |                                        | 2014 (8° Parlamento)                   |
| Dep. Partito |  | Jean-Claude Fruteau PS |  | Younous Omarjee Alliance des Outremers | Younous Omarjee Alliance des Outremers | Younous Omarjee Alliance des Outremers |
| Dep. Partito |  | Margie Sudre UMP       |  | Patrice Tirolien PS                    |                                        | Louis-Joseph Manscour PS               |
| Dep. Partito |  | Paul Vergès PCR        |  | Maurice Ponga Le Rassemblement-UMP     | Maurice Ponga Le Rassemblement-UMP     | Maurice Ponga Le Rassemblement-UMP     |